# Walter Crawley
Pour les articles homonymes, voir Crawley (homonymie).
Walter Cecil Crawley, né le 29 mars 1880 à Masham et mort le 11 octobre 1940 à Graffham, est un joueur britannique de tennis du début du XXe siècle.

## Carrière
Il participe aux Jeux olympiques d'été de 1908 à Londres. En 1909, il joue le match de double lors de la finale du tout venant de Coupe Davis.
En 17 participations au tournoi de Wimbledon de 1901 à 1927, il a atteint les quarts de finale en 1908.
Sa meilleure performance reste la finale des Championnats du monde sur court couvert à Londres contre Gordon Lowe.

## Palmarès

### Titres en simple messieurs
- 1907 : Dieppe contre Turketil Greville
- 1907 : Scarborough (Yorkshire Championships) contre Arthur Lowe
- 1907 : Chichester contre Theodore Mavrogordato
- 1908 : Epsom contre Charles Tuckey
- 1908 : Brighton (Sussex Championships) contre John Stokes

### Finales en simple messieurs
- 1906 : Château-d'Œx contre Leslie Poidevin
- 1907 : Eastbourne (South of England Championships) contre George Hillyard
- 1908 : Leicester contre George Hillyard
- 1908 : Londres (European Championship) contre Josiah Ritchie
- 1908 : World Covered Court Championships contre Gordon Lowe

## Référence
1. ↑  sports-reference : olympics athletes walter crawley